# Râul Gealair
Râul Gealair (în ucraineană Джалаїр) este un râu care străbate sudul Republicii Moldova și sud-vestul Regiunii Odesa din Ucraina, afluent de stâng al râului Sărata.

## Date geografice
Râul Gealair are o lungime de 33 km și o suprafață a bazinului de 151 km². El izvorăște din zona dealurilor Basarabiei de sud, din apropierea orașului Ștefan Vodă (Raionul Ștefan Vodă, Republica Moldova), trece printr-o vale cu lățimea de 2 km, curge pe direcția sud, străbate teritoriul raionului Ștefan Vodă din Republica Moldova, traversează frontiera dintre Republica Moldova și Ucraina, trecând apoi în raioanele Cetatea Albă și Sărata din Regiunea Odesa (Ucraina). Pe măsură ce coboară spre vărsare străbate o zonă joasă din Bazinul Mării Negre și se varsă în râul Sărata, în apropierea satului Gnadenfeld. El are un debit foarte mic, iar în verile mai secetoase poate chiar seca pe unele segmente. Apele sale sunt folosite pentru alimentarea cu apă curentă și în irigații.
Râul Gealair traversează următoarele localități: Ștefan Vodă, Ștefănești, Cetatea Albă și Gnadenfeld. 